# Hollandia a 2006. évi téli olimpiai játékokon
Hollandia az olaszországi Torinóban megrendezett 2006. évi téli olimpiai játékok egyik részt vevő nemzete volt. Az országot az olimpián 4 sportágban 33 sportoló képviselte, akik összesen 9 érmet szereztek.

## Érmesek
| Érem  | Versenyző                                                             | Sportág        | Versenyszám    |
| ----- | --------------------------------------------------------------------- | -------------- | -------------- |
| Arany | Bob de Jong                                                           | Gyorskorcsolya | Férfi 10 000 m |
| Arany | Marianne Timmer                                                       | Gyorskorcsolya | Női 1000 m     |
| Arany | Ireen Wüst                                                            | Gyorskorcsolya | Női 3000 m     |
| Ezüst | Sven Kramer                                                           | Gyorskorcsolya | Férfi 5000 m   |
| Ezüst | Renate Groenewold                                                     | Gyorskorcsolya | Női 3000 m     |
| Bronz | Erben Wennemars                                                       | Gyorskorcsolya | Férfi 1000 m   |
| Bronz | Carl Verheijen                                                        | Gyorskorcsolya | Férfi 10 000 m |
| Bronz | Sven Kramer Rintje Ritsma Mark Tuitert Carl Verheijen Erben Wennemars | Gyorskorcsolya | Férfi csapat   |
| Bronz | Ireen Wüst                                                            | Gyorskorcsolya | Női 1500 m     |

## Bob
Férfi
| Versenyző                                               | Versenyszám | 1. futam | 1. futam | 2. futam | 2. futam | 3. futam | 3. futam | 4. futam | 4. futam | Összesítés | Összesítés |
| Versenyző                                               | Versenyszám | Idő      | Hely.    | Idő      | Hely.    | Idő      | Hely.    | Idő      | Hely.    | Idő        | Helyezés   |
| ------------------------------------------------------- | ----------- | -------- | -------- | -------- | -------- | -------- | -------- | -------- | -------- | ---------- | ---------- |
| Arend Glas Sybren Jansma                                | Kettes      | 56,70    | 22.      | 56,54    | 20.      | 56,95    | 14.      | 57,17    | 17.      | 3:47,36    | 19.        |
| Arend Glas Sybren Jansma Arno Klaassen Vincent Kortbeek | Négyes      | 55,82    | 12.      | 56,08    | 16.*     | 55,78    | 16.      | 55,51    | 12.**    | 3:43,19    | 16.        |

Női
| Versenyző                       | Versenyszám | 1. futam | 1. futam | 2. futam   | 2. futam   | 3. futam | 3. futam | 4. futam | 4. futam | Összesítés | Összesítés |
| Versenyző                       | Versenyszám | Idő      | Hely.    | Idő        | Hely.      | Idő      | Hely.    | Idő      | Hely.    | Idő        | Helyezés   |
| ------------------------------- | ----------- | -------- | -------- | ---------- | ---------- | -------- | -------- | -------- | -------- | ---------- | ---------- |
| Ilse Broeders Jeanette Pennings | Kettes      | 1:00,13  | 16.      | nem indult | nem indult | kiesett  | kiesett  | kiesett  | kiesett  | kiesett    | kiesett    |
| Eline Jurg Kitty van Haperen    | Kettes      | 58,05    | 11.      | 58,08      | 13.        | 58,42    | 10.      | 58,35    | 8.*      | 3:52,90    | 11.        |

* - egy másik csapattal azonos eredményt ért el

** - két másik csapattal azonos eredményt ért el

## Gyorskorcsolya
Férfi
| Versenyző        | Versenyszám | 1. futam | 1. futam | 2. futam | 2. futam | Eredmény | Helyezés |
| Versenyző        | Versenyszám | Idő      | Hely.    | Idő      | Hely.    | Eredmény | Helyezés |
| ---------------- | ----------- | -------- | -------- | -------- | -------- | -------- | -------- |
| Jan Bos          | 500 m       | 35,68    | 16.      | 35,43    | 9.*      | 71,11    | 11.      |
| Jan Bos          | 1000 m      |          |          |          |          | 1:09,42  | 5.       |
| Jan Bos          | 1500 m      |          |          |          |          | 1:48,61  | 20.      |
| Bob de Jong      | 5000 m      |          |          |          |          | 6:22,12  | 6.       |
| Bob de Jong      | 10 000 m    |          |          |          |          | 13:01,57 |          |
| Stefan Groothuis | 1000 m      |          |          |          |          | 1:09,57  | 8.       |
| Sven Kramer      | 1500 m      |          |          |          |          | 1:48,36  | 15.      |
| Sven Kramer      | 5000 m      |          |          |          |          | 6:16,40  |          |
| Sven Kramer      | 10 000 m    |          |          |          |          | 13:18,14 | 7.       |
| Simon Kuipers    | 500 m       | 36,10    | 27.      | 35,74    | 20.      | 71,84    | 23.      |
| Simon Kuipers    | 1500 m      |          |          |          |          | 1:46,58  | 4.       |
| Beorn Nijenhuis  | 500 m       | 48,84    | 36.      | 35,71    | 19.      | 84,55    | 35.      |
| Beorn Nijenhuis  | 1000 m      |          |          |          |          | 1:09,85  | 12.      |
| Carl Verheijen   | 5000 m      |          |          |          |          | 6:18,84  | 4.       |
| Carl Verheijen   | 10 000 m    |          |          |          |          | 13:08,80 |          |
| Erben Wennemars  | 500 m       | 35,46    | 7.       | 35,84    | 25.      | 71,30    | 16.      |
| Erben Wennemars  | 1000 m      |          |          |          |          | 1:09,32  |          |
| Erben Wennemars  | 1500 m      |          |          |          |          | 1:46,71  | 5.       |

Női
| Versenyző            | Versenyszám | 1. futam | 1. futam | 2. futam | 2. futam | Eredmény | Helyezés |
| Versenyző            | Versenyszám | Idő      | Hely.    | Idő      | Hely.    | Eredmény | Helyezés |
| -------------------- | ----------- | -------- | -------- | -------- | -------- | -------- | -------- |
| Barbara De Loor      | 1000 m      |          |          |          |          | 1:16,73  | 6.       |
| Annette Gerritsen    | 500 m       | 39,12    | 12.      | 38,97    | 12.      | 78,09    | 12.      |
| Annette Gerritsen    | 1000 m      |          |          |          |          | 1:18,33  | 23.      |
| Renate Groenewold    | 1500 m      |          |          |          |          | 1:59,33  | 9.       |
| Renate Groenewold    | 3000 m      |          |          |          |          | 4:03,48  |          |
| Renate Groenewold    | 5000 m      |          |          |          |          | 7:11,32  | 9.       |
| Carien Kleibeuker    | 5000 m      |          |          |          |          | 7:12,18  | 10.      |
| Moniek Kleinsman     | 3000 m      |          |          |          |          | 4:13,81  | 17.      |
| Marianne Timmer      | 500 m       | kizárták | kizárták | kiesett  | kiesett  | kiesett  | kiesett  |
| Marianne Timmer      | 1000 m      |          |          |          |          | 1:16,05  |          |
| Marianne Timmer      | 1500 m      |          |          |          |          | 2:00,45  | 14.      |
| Paulien van Deutekom | 1500 m      |          |          |          |          | 2:00,15  | 13.      |
| Sanne van der Star   | 500 m       | 39,26    | 14.      | 39,33    | 15.      | 78,59    | 14.      |
| Ireen Wüst           | 1000 m      |          |          |          |          | 1:16,39  | 4.       |
| Ireen Wüst           | 1500 m      |          |          |          |          | 1:56,90  |          |
| Ireen Wüst           | 3000 m      |          |          |          |          | 4:02,43  |          |

* - egy másik versenyzővel azonos eredményt ért el
Csapatversenyek
| Versenyző                                                                      | Versenyszám | Előfutam | Előfutam | Negyeddöntő                                                                                       | Negyeddöntő | Elődöntő                                                                       | Elődöntő              | Döntő | Döntő                                                                                     | Döntő     | Helyezés |
| Versenyző                                                                      | Versenyszám | Idő      | Hely.    | Ellenfél Idő                                                                                      | Saját idő   | Ellenfél Idő                                                                   | Saját idő             | Típus | Ellenfél Idő                                                                              | Saját idő | Helyezés |
| ------------------------------------------------------------------------------ | ----------- | -------- | -------- | ------------------------------------------------------------------------------------------------- | ----------- | ------------------------------------------------------------------------------ | --------------------- | ----- | ----------------------------------------------------------------------------------------- | --------- | -------- |
| Sven Kramer Rintje Ritsma Mark Tuitert Carl Verheijen Erben Wennemars          | Férfi       | 3:48,02  | 3.       | Oroszország (RUS) · (6.) · Jevgenyij Lalenkov · Dmitrij Sepel · Ivan Szkobrev · 3:47,49           | 3:44,65     | Olaszország (ITA) · (2.) · Matteo Anesi · Enrico Fabris · Ippolito Sanfratello | lekörözéssel vesztett | B     | Norvégia (NOR) · (4.) · Eskil Ervik · Håvard Bøkko · Mikael Flygind Larsen · 3:45,96      | 3:44,53   |          |
| Renate Groenewold Moniek Kleinsman Gretha Smit Paulien van Deutekom Ireen Wüst | Női         | 3:06,67  | 4.       | Németország (GER) · (5.) · Daniela Anschütz-Thoms · Anni Friesinger · Claudia Pechstein · 3:01,52 | 3:03,65     |                                                                                |                       | C     | Egyesült Államok (USA) · (6.) · Margaret Crowley · Maria Lamb · Catherine Raney · 3:04,22 | 3:05,62   | 6.       |

## Rövidpályás gyorskorcsolya
Férfi
| Versenyző       | Versenyszám | Előfutam | Előfutam | Negyeddöntő | Negyeddöntő | Elődöntő      | Elődöntő      | B döntő  | B döntő | Döntő   | Döntő   | Helyezés |
| Versenyző       | Versenyszám | Idő      | Hely.    | Idő         | Hely.       | Idő           | Hely.         | Idő      | Hely.   | Idő     | Hely.   | Helyezés |
| --------------- | ----------- | -------- | -------- | ----------- | ----------- | ------------- | ------------- | -------- | ------- | ------- | ------- | -------- |
| Cees Juffermans | 500 m       | 42,849   | 3.       | 42,515      | 3.          | kiesett       | kiesett       | kiesett  | kiesett | kiesett | kiesett | 11.      |
| Cees Juffermans | 1500 m      | 2:27,696 | 2.       |             |             | nem ért célba | nem ért célba | kiesett  | kiesett | kiesett | kiesett | 16.      |
| Niels Kerstholt | 1000 m      | kizárták | kizárták | kiesett     | kiesett     | kiesett       | kiesett       | kiesett  | kiesett | kiesett | kiesett | kiesett  |
| Niels Kerstholt | 1500 m      | 2:23,854 | 2.       |             |             | 2:21,748      | 3.            | 2:24,962 | 5.      |         |         | 10.      |

Női
| Versenyző         | Versenyszám | Előfutam | Előfutam | Negyeddöntő | Negyeddöntő | Elődöntő | Elődöntő | B döntő | B döntő | Döntő   | Döntő   | Helyezés |
| Versenyző         | Versenyszám | Idő      | Hely.    | Idő         | Hely.       | Idő      | Hely.    | Idő     | Hely.   | Idő     | Hely.   | Helyezés |
| ----------------- | ----------- | -------- | -------- | ----------- | ----------- | -------- | -------- | ------- | ------- | ------- | ------- | -------- |
| Liesbeth Mau Asam | 500 m       | 45,500   | 3.       | kiesett     | kiesett     | kiesett  | kiesett  | kiesett | kiesett | kiesett | kiesett | 15.      |
| Liesbeth Mau Asam | 1000 m      | 1:38,039 | 2.       | 1:34,034    | 3.          | kiesett  | kiesett  | kiesett | kiesett | kiesett | kiesett | 10.      |
| Liesbeth Mau Asam | 1500 m      | 2:28,910 | 3.       |             |             | 2:26,370 | 6.       | kiesett | kiesett | kiesett | kiesett | 14.      |

## Snowboard
Halfpipe
| Versenyző   | Versenyszám | 1. selejtező | 1. selejtező | 2. selejtező | 2. selejtező | Döntő      | Döntő      | Döntő | Helyezés |
| Versenyző   | Versenyszám | Pont         | Hely.        | Pont         | Hely.        | 1. forduló | 2. forduló | Hely. | Helyezés |
| ----------- | ----------- | ------------ | ------------ | ------------ | ------------ | ---------- | ---------- | ----- | -------- |
| Cheryl Maas | Női         | 38,6         | 4.           |              |              | 8,7        | 16,5       | 11.   | 11.      |

Parallel giant slalom
| Versenyző           | Versenyszám | Selejtező | Selejtező | Nyolcaddöntő               | Negyeddöntő       | Elődöntő          | Döntő             | Helyezés |
| Versenyző           | Versenyszám | Idő       | Hely.     | Ellenfél Eredmény          | Ellenfél Eredmény | Ellenfél Eredmény | Ellenfél Eredmény | Helyezés |
| ------------------- | ----------- | --------- | --------- | -------------------------- | ----------------- | ----------------- | ----------------- | -------- |
| Nicolien Sauerbreij | Női         | 1:22,17   | 12.       | Amelie Kober (GER) · +0,03 | kiesett           | kiesett           | kiesett           | 12.      |